# Youri Tielemans
Pour les articles homonymes, voir Tielemans.
Youri Tielemans, né le 7 mai 1997 à Leeuw-Saint-Pierre en Belgique, est un footballeur international belge, d'origine congolaise (RDC), qui joue au poste de milieu de terrain à Aston Villa.

## Biographie

### Enfance et formation
Youri Tielemans est né à Leeuw-Saint-Pierre d'un père bruxellois et d'une mère d'origine congolaise. Il signe son premier contrat professionnel le 22 mai 2013 avec le Sporting d'Anderlecht.

### Carrière en club

#### RSC Anderlecht (2013-2017)

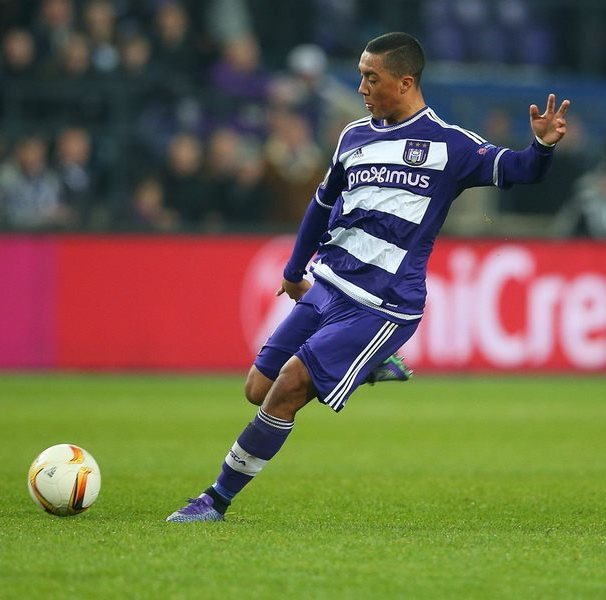
Youri Tielemans sous le maillot du RSC Anderlecht.

Le 28 juillet 2013, Tielemans fait sa première apparition pour le Sporting, à l'occasion d'un match de championnat face à Lokeren. Le 1er octobre suivant, il devient le troisième plus jeune joueur et le plus jeune belge à disputer une rencontre de Ligue des champions à l'occasion du match opposant son club à l'Olympiakos. Pour sa première saison professionnelle, il prend part à trente-cinq rencontres avant d'être sacré champion de Belgique avec le club d'Anderlecht.
Rapidement devenu titulaire indiscutable du club, il joue cinquante-deux rencontres la saison suivante toutes compétitions confondues dont la Supercoupe de Belgique 2014 remportée face au KSC Lokeren.
Lors de la saison 2015-2016, le club termine vice-champion de Belgique derrière le FC Bruges. Il commence à faire son nom dans tout le pays grâce à ses passes précises et sa qualité de frappe. Lors de la première journée de championnat, il marque un superbe but du milieu du terrain à la dernière minute contre Waasland-Beveren.
Lors de la saison 2016-2017, Youri Tielemans devient le meilleur milieu de terrain du Championnat de Belgique et est champion de Belgique avec le RSC Anderlecht. Il participe également au parcours européen des mauves en Ligue Europa où Anderlecht est éliminé en quart de finale contre Manchester United. Lors d'un match contre Ostende, il monte sur le terrain à l'heure de jeu et marque un doublé en cinq minutes. Il prend l'habitude de marquer des buts sur des grosses frappes. Il est très important pour son équipe et marque contre Genk, Charleroi, Mouscron, Eupen, Westerlo et deux fois contre Saint-Trond et Zulte Waregem. Il est élu Footballeur pro de l'année par ses pairs.

#### AS Monaco (2017-2019)
Le 24 mai 2017, il signe pour cinq ans à l'AS Monaco pour 25 millions d'euros,. Il inscrit son premier but sous les couleurs monégasques en Ligue des champions contre le RB Leipzig le 13 septembre 2017, permettant aux siens d'égaliser (1-1 score final). Le 2 septembre 2018, il inscrit son premier but en Ligue 1 contre l'Olympique de Marseille. L'ASM s'incline par trois buts à deux ce jour-là.
Le début de saison 2018-2019 de l'AS Monaco est catastrophique. Leonardo Jardim et son équipe se retrouvent très vite dans le bas de tableau de Ligue 1. Les défaites s'enchaînent et la situation ne s'améliore pas. Leonardo Jardim semble ne plus compter sur Youri Tielemans et le fait jouer de moins en moins. Heureusement pour ce dernier, Leonardo Jardim est remercié le 11 octobre 2018 après seulement une victoire en neuf matchs. Il est remplacé par Thierry Henry que Youri Tielemans a côtoyé en équipe nationale belge puisqu'il était un des adjoints de Roberto Martínez depuis août 2016. Thierry Henry apprécie Youri Tielemans et en fait un pion essentiel de son système de jeu, lui octroyant même le brassard de capitaine lors de certains matchs. Cependant, Monaco continue de couler. Thierry Henry est suspendu de ses fonctions après un match perdu face à Dijon le 24 janvier 2019 et un bilan de 4 victoires, 5 nuls et 11 défaites en 20 matchs. Il est ensuite remplacé par Leonardo Jardim. Ce dernier est décidé à sauver le club mais ne compte pas sur Youri Tielemans.

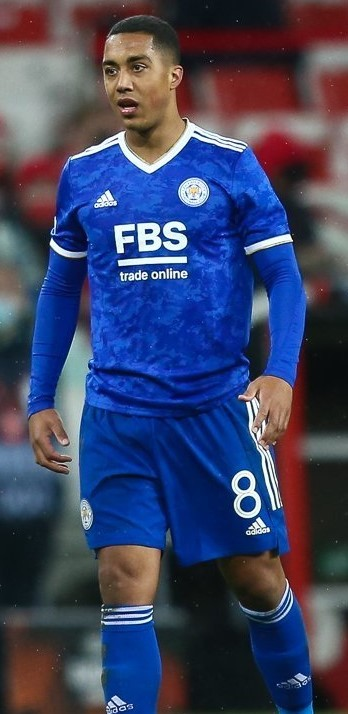
Youri Tielemans sous le maillot de Leicester City.

#### Leicester City (2019-2023)
Dans une situation compliquée à l'AS Monaco, le joueur de 21 ans est prêté à Leicester City FC le dernier jour du mercato, soit le 31 janvier 2019, jusqu'à la fin de la saison sans option d'achat et échangé avec le joueur portugais, Adrien Silva. Il est titularisé pour son premier match avec sa nouvelle équipe le 10 février 2019 face à Tottenham. Le Belge enchaîne les titularisations et impressionne en Angleterre. Il marque son premier but avec les Foxes sur un service de Jamie Vardy lors de la rencontre gagnée 3-1 face à Fulham le 9 mars 2019.
Le 8 juillet 2019, les Foxes annoncent son transfert définitif avec la signature d'un contrat de quatre ans. Il inscrit son premier but de la saison sur penalty, lors de la large victoire de Leicester face à Manchester City le 27 septembre 2020 (2-5). Le 2 novembre 2020, il se fait remarquer en réalisant un doublé en championnat face à Leeds United et contribue ainsi à la victoire des siens par quatre buts à un.
Le 31 mai 2023, Youri Tielemans annonce officiellement son départ du Leicester City FC.

#### Aston Villa (depuis 2023)
Le 10 juin 2023, alors libre de tout contrat, Youri Tielemans s'engage avec Aston Villa,,.

### Équipe nationale belge

#### En catégories jeunes
Avec les moins de 16 ans, il inscrit un triplé lors d'un match amical contre l'Allemagne. Tielemans officie comme capitaine lors de cette rencontre (victoire 3-2).
Avec les espoirs, il inscrit son premier but le 5 septembre 2014, contre Chypre, lors des éliminatoires de l'Euro espoirs 2015. Les Belges s'imposent sur le très large score de 0-6. Par la suite, le 12 novembre, il inscrit un but lors d'un match amical contre l'Espagne (victoire 1-4). Il participe ensuite aux éliminatoires de l'Euro espoirs 2017, et se met de nouveau en évidence, en inscrivant quatre buts et en délivrant trois passes décisives.

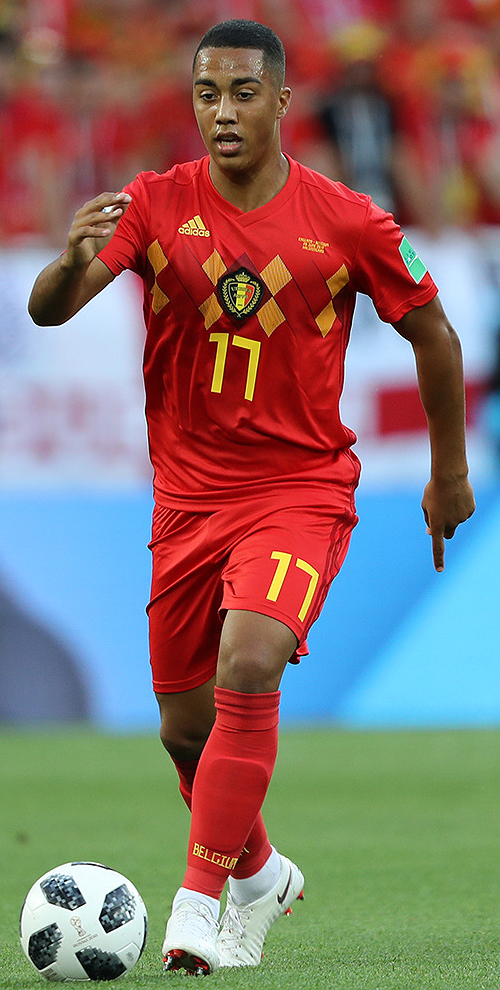
Youri Tielemans avec la Belgique lors de la Coupe du monde 2018.

#### En équipe première
Il est convoqué pour la première fois en équipe A à l'occasion des matchs contre la France et le Pays de Galles (7 et 12 juin 2015). Tielemans reste sur le banc des remplaçants lors de ces deux rencontres.
Il effectue finalement sa première entrée au jeu en amical contre les Pays-Bas le 9 novembre 2016, où les deux équipes se neutralisent (1-1). Il entre en jeu sur le terrain en toute fin de partie, en remplacement de son coéquipier Steven Defour. Par la suite, le 13 novembre, il délivre sa première passe décisive en faveur de son coéquipier Romelu Lukaku, lors d'une rencontre amicale face à l'Estonie. Les Belges s'imposent sur le très large score de huit buts à un. Il profite ensuite de la non sélection de Radja Nainggolan et de la suspension d'Axel Witsel, pour enchaîner les matchs avec la Belgique.

##### Coupe du monde 2018
En 2018, il est convoqué par le sélectionneur Roberto Martinez afin de participer à la Coupe du monde organisée en Russie. Âgé de 21 ans, Tielemans est alors le plus jeune joueur de l'effectif. Tielemans prend part à quatre matchs sur les sept disputés par son équipe, pour un total de 176 minutes sur le terrain. Il se met en évidence lors de ce mondial en délivrant deux passes décisives en phase de poule, contre la Tunisie et l'équipe d'Angleterre. La Belgique finit troisième du tournoi, après une « petite finale » remportée face aux Anglais.

##### Euro 2020
Le 21 mars 2019, il inscrit son premier but en équipe nationale, lors d'une rencontre face à la Russie rentrant dans le cadre des éliminatoires de l'Euro 2020 (victoire 3-1). Par la suite, le 10 octobre, il inscrit un deuxième but lors de ces éliminatoires, contre la modeste Saint-Marin. Les Belges l'emportent sur le score fleuve de neuf buts à zéro. 
Tielemans est à nouveau convoqué par Roberto Martinez pour disputer la phase finale de l'Euro 2020 où les Belges atteignent les quarts de finale, s'inclinant contre l'Italie (1-2), futur vainqueur de l'édition.

##### Coupe du monde 2022
Le 10 novembre 2022, il est sélectionné par Roberto Martínez pour participer à la Coupe du monde 2022.

#### Euro 2024
Le 28 mai 2024, il est retenu parmi les 25 joueurs belges convoqués par Domenico Tedesco pour participer à l'Euro 2024. Le 22 juin, il inscrit son premier but dans le tournoi en marquant le premier but des Diables face à la Roumanie comptant pour la deuxième journée des phases de groupes. 

## Style de jeu
Actuellement aligné au poste de milieu relayeur, Tielemans évoluait dans un registre plus offensif avec les jeunes, ce qui lui permet d'exceller dans l'ensemble de l'entrejeu. Sa technique, sa vitesse, son sens du timing et sa capacité à délivrer des passes susceptibles d'apporter le danger du droit comme du gauche en font un adversaire redoutable. 
Bon tireur de coup franc, le joueur a également éveillé l'intérêt des observateurs grâce à sa personnalité et ses qualités de leader sur le terrain. Directeur de la section jeunes d'Anderlecht, Jean Kindermans n'a pas hésité à le comparer à Axel Witsel tandis que d'autres font le rapprochement à Frank Lampard.

## Statistiques

### En club
| Saison                | Club                  | Championnat           | Championnat | Championnat | Championnat | Coupe nationale | Coupe nationale | Coupe nationale | Coupe de la Ligue | Coupe de la Ligue | Coupe de la Ligue | Supercoupe | Supercoupe | Supercoupe | Compétition(s) continentale(s) | Compétition(s) continentale(s) | Compétition(s) continentale(s) | Compétition(s) continentale(s) | Autres compétitions | Autres compétitions | Autres compétitions | Autres compétitions | Total | Total | Total |
| Saison                | Club                  | Division              | M.          | B.          | P.d.        | M.              | B.              | P.d.            | M.                | B.                | P.d.              | M.         | B.         | P.d.       | Comp.                          | M.                             | B.                             | P.d.                           | Comp.               | M.                  | B.                  | P.d.                | M.    | B.    | P.d.  |
| 2013-2014             | RSC Anderlecht        | Division 1            | 19          | 0           | 2           | 2               | 1               | 0               | -                 | -                 | -                 | -          | -          | -          | C1                             | 4                              | 0                              | 0                              | PO1                 | 10                  | 1                   | 4                   | 35    | 2     | 6     |
| 2014-2015             | RSC Anderlecht        | Division 1            | 29          | 3           | 4           | 4               | 2               | 0               | -                 | -                 | -                 | 1          | 0          | 0          | C1+C3                          | 6+2                            | 0+0                            | 0+1                            | PO1                 | 10                  | 3                   | 1                   | 52    | 8     | 6     |
| 2015-2016             | RSC Anderlecht        | Division 1            | 24          | 4           | 2           | 2               | 1               | 0               | -                 | -                 | -                 | -          | -          | -          | C3                             | 9                              | 0                              | 1                              | PO1                 | 10                  | 2                   | 1                   | 45    | 7     | 4     |
| 2016-2017             | RSC Anderlecht        | Division 1A           | 27          | 12          | 8           | 1               | 0               | 1               | -                 | -                 | -                 | -          | -          | -          | C1+C3                          | 2+13                           | 1+4                            | 0+1                            | PO1                 | 10                  | 1                   | 5                   | 53    | 18    | 15    |
| Sous-total            | Sous-total            | Sous-total            | 99          | 19          | 16          | 9               | 4               | 1               | -                 | -                 | -                 | 1          | 0          | 0          | -                              | 36                             | 5                              | 3                              | -                   | 40                  | 7                   | 11                  | 185   | 35    | 31    |
| 2017-2018             | AS Monaco             | Ligue 1               | 27          | 0           | 1           | 1               | 0               | 0               | 2                 | 0                 | 0                 | 1          | 0          | 1          | C1                             | 4                              | 1                              | 0                              | -                   | -                   | -                   | -                   | 35    | 1     | 2     |
| 2018-2019             | AS Monaco             | Ligue 1               | 20          | 5           | 1           | 1               | 0               | 0               | 2                 | 0                 | 0                 | 1          | 0          | 0          | C1                             | 6                              | 0                              | 0                              | -                   | -                   | -                   | -                   | 30    | 5     | 1     |
| Sous-total            | Sous-total            | Sous-total            | 47          | 5           | 2           | 2               | 0               | 0               | 4                 | 0                 | 0                 | 2          | 0          | 1          | -                              | 10                             | 1                              | 0                              | -                   | -                   | -                   | -                   | 65    | 6     | 3     |
| 2018-2019             | Leicester City (prêt) | Premier League        | 13          | 3           | 5           | -               | -               | -               | -                 | -                 | -                 | -          | -          | -          | -                              | -                              | -                              | -                              | -                   | -                   | -                   | -                   | 13    | 3     | 5     |
| 2019-2020             | Leicester City        | Premier League        | 37          | 3           | 6           | 2               | 0               | 0               | 5                 | 2                 | 2                 | -          | -          | -          | -                              | -                              | -                              | -                              | -                   | -                   | -                   | -                   | 44    | 5     | 8     |
| 2020-2021             | Leicester City        | Premier League        | 38          | 6           | 4           | 6               | 3               | 2               | -                 | -                 | -                 | -          | -          | -          | C3                             | 7                              | 0                              | 0                              | -                   | -                   | -                   | -                   | 51    | 9     | 6     |
| 2021-2022             | Leicester City        | Premier League        | 32          | 6           | 4           | 2               | 1               | 0               | 2                 | 0                 | 0                 | 1          | 0          | 0          | C3+C4                          | 5+8                            | 0+0                            | 1+0                            | -                   | -                   | -                   | -                   | 50    | 7     | 5     |
| 2022-2023             | Leicester City        | Premier League        | 31          | 3           | 2           | 2               | 0               | 0               | 4                 | 1                 | 0                 | -          | -          | -          | -                              | -                              | -                              | -                              | -                   | -                   | -                   | -                   | 37    | 4     | 2     |
| Sous-total            | Sous-total            | Sous-total            | 151         | 21          | 21          | 12              | 4               | 2               | 11                | 3                 | 2                 | 1          | 0          | 0          | -                              | 20                             | 0                              | 1                              | -                   | -                   | -                   | -                   | 195   | 28    | 26    |
| 2023-2024             | Aston Villa           | Premier League        | 32          | 2           | 6           | 2               | 0               | 0               | 1                 | 0                 | 0                 | -          | -          | -          | C4                             | 11                             | 1                              | 1                              | -                   | -                   | -                   | -                   | 46    | 3     | 7     |
| 2024-2025             | Aston Villa           | Premier League        | 36          | 3           | 7           | 5               | 0               | 0               | -                 | -                 | -                 | -          | -          | -          | C1                             | 12                             | 2                              | 3                              | -                   | -                   | -                   | -                   | 53    | 5     | 10    |
| 2025-2026             | Aston Villa           | Premier League        | 1           | 0           | 0           | -               | -               | -               | -                 | -                 | -                 | -          | -          | -          | C3                             | -                              | -                              | -                              | -                   | -                   | -                   | -                   | 1     | 0     | 0     |
| Sous-total            | Sous-total            | Sous-total            | 69          | 5           | 13          | 7               | 0               | 0               | 1                 | 0                 | 0                 | -          | -          | -          | -                              | 23                             | 3                              | 4                              | -                   | -                   | -                   | -                   | 100   | 8     | 17    |
| Total sur la carrière | Total sur la carrière | Total sur la carrière | 366         | 50          | 52          | 30              | 8               | 3               | 16                | 3                 | 2                 | 4          | 0          | 1          | -                              | 89                             | 9                              | 8                              | -                   | 40                  | 7                   | 11                  | 545   | 77    | 77    |

### En sélections nationales
| Saison                | Sélection             | Phases finales         | Phases finales | Phases finales | Phases finales | Éliminatoires CDM | Éliminatoires CDM | Éliminatoires CDM | Éliminatoires EURO | Éliminatoires EURO | Éliminatoires EURO | Ligue des Nations | Ligue des Nations | Ligue des Nations | Matchs amicaux | Matchs amicaux | Matchs amicaux | Total | Total | Total |
| Saison                | Sélection             | Compétition            | M              | B              | Pd             | M                 | B                 | Pd                | M                  | B                  | Pd                 | M                 | B                 | Pd                | M              | B              | Pd             | M     | B     | Pd    |
| --------------------- | --------------------- | ---------------------- | -------------- | -------------- | -------------- | ----------------- | ----------------- | ----------------- | ------------------ | ------------------ | ------------------ | ----------------- | ----------------- | ----------------- | -------------- | -------------- | -------------- | ----- | ----- | ----- |
| 2016-2017             | Belgique              | -                      | -              | -              | -              | 1                 | 0                 | 1                 | -                  | -                  | -                  | -                 | -                 | -                 | 3              | 0              | 0              | 4     | 0     | 1     |
| 2017-2018             | Belgique              | Coupe du monde 2018    | 4              | 0              | 2              | 3                 | 0                 | 1                 | -                  | -                  | -                  | -                 | -                 | -                 | 2              | 0              | 0              | 9     | 0     | 3     |
| 2018-2019             | Belgique              | -                      | -              | -              | -              | -                 | -                 | -                 | 4                  | 1                  | 0                  | 4                 | 0                 | 1                 | 2              | 0              | 1              | 10    | 1     | 2     |
| 2019-2020             | Belgique              | -                      | -              | -              | -              | -                 | -                 | -                 | 5                  | 1                  | 1                  | -                 | -                 | -                 | -              | -              | -              | 5     | 1     | 1     |
| 2020-2021             | Belgique              | Euro 2020              | 4              | 0              | 0              | 3                 | 0                 | 0                 | -                  | -                  | -                  | 5                 | 2                 | 0                 | 3              | 0              | 1              | 15    | 2     | 1     |
| 2021-2022             | Belgique              | Ligue des nations 2021 | 2              | 0              | 0              | 2                 | 0                 | 0                 | -                  | -                  | -                  | 3                 | 1                 | 2                 | 2              | 0              | 0              | 9     | 1     | 2     |
| 2022-2023             | Belgique              | Coupe du monde 2022    | 3              | 0              | 0              | -                 | -                 | -                 | 2                  | 0                  | 0                  | 2                 | 0                 | 0                 | 1              | 0              | 0              | 8     | 0     | 0     |
| 2023-2024             | Belgique              | Euro 2024              | 3              | 1              | 0              | -                 | -                 | -                 | 4                  | 0                  | 0                  | -                 | -                 | -                 | 3              | 2              | 0              | 10    | 3     | 0     |
| 2024-2025             | Belgique              | -                      | -              | -              | -              | 2                 | 1                 | 1                 | -                  | -                  | -                  | 5                 | 1                 | 0                 | -              | -              | -              | 7     | 2     | 1     |
| Total sur la carrière | Total sur la carrière | Total sur la carrière  | 16             | 1              | 2              | 11                | 1                 | 3                 | 15                 | 2                  | 1                  | 19                | 4                 | 3                 | 16             | 2              | 2              | 77    | 10    | 11    |

### Matchs internationaux
| Matchs internationaux de Youri Tielemans, | Matchs internationaux de Youri Tielemans, | Matchs internationaux de Youri Tielemans,               | Matchs internationaux de Youri Tielemans, | Matchs internationaux de Youri Tielemans, | Matchs internationaux de Youri Tielemans, | Matchs internationaux de Youri Tielemans, | Matchs internationaux de Youri Tielemans,                                |
| #                                         | Date                                      | Lieu                                                    | Adversaire                                | Résultat                                  | Compétition                               | Club                                      | Notes                                                                    |
| ----------------------------------------- | ----------------------------------------- | ------------------------------------------------------- | ----------------------------------------- | ----------------------------------------- | ----------------------------------------- | ----------------------------------------- | ------------------------------------------------------------------------ |
| 1                                         | 9 novembre 2016                           | Amsterdam Arena, Amsterdam, Pays-Bas                    | Pays-Bas                                  | N 1 - 1                                   | Match amical                              | RSC Anderlecht                            | Entre en jeu à la place de Steven Defour à la 82e minute de jeu.         |
| 2                                         | 13 novembre 2016                          | Stade Roi Baudouin, Bruxelles, Belgique                 | Estonie                                   | V 8 - 1                                   | Éliminatoires de la Coupe du monde 2018   | RSC Anderlecht                            | Entre en jeu à la place de Dries Mertens à la 79e minute de jeu.         |
| 3                                         | 28 mars 2017                              | Stade olympique Ficht, Sotchi, Russie                   | Russie                                    | N 3 - 3                                   | Match amical                              | RSC Anderlecht                            | Titulaire, remplacé par Axel Witsel à la 66e minute de jeu.              |
| 4                                         | 5 juin 2017                               | Stade Roi Baudouin, Bruxelles, Belgique                 | Tchéquie                                  | V 2 - 1                                   | Match amical                              | RSC Anderlecht                            | Titulaire, remplacé par Marouane Fellaini à la 46e minute de jeu.        |
| 5                                         | 31 août 2017                              | Stade Maurice-Dufrasne, Liège, Belgique                 | Gibraltar                                 | V 9 - 0                                   | Éliminatoires de la Coupe du monde 2018   | AS Monaco                                 | Entre en jeu à la place de Kevin De Bruyne à la 85e minute de jeu.       |
| 6                                         | 7 octobre 2017                            | Stade Grbavica, Sarajevo, Bosnie-Herzégovine            | Bosnie-Herzégovine                        | V 4 - 3                                   | Éliminatoires de la Coupe du monde 2018   | AS Monaco                                 | Entre en jeu à la place de Dries Mertens à la 46e minute de jeu.         |
| 7                                         | 10 octobre 2017                           | Stade Roi Baudouin, Bruxelles, Belgique                 | Chypre                                    | V 4 - 0                                   | Éliminatoires de la Coupe du monde 2018   | AS Monaco                                 | Titulaire.                                                               |
| 8                                         | 10 novembre 2017                          | Stade Roi Baudouin, Bruxelles, Belgique                 | Mexique                                   | N 3 - 3                                   | Match amical                              | AS Monaco                                 | Titulaire, remplacé par Mousa Dembélé à la 46e minute de jeu.            |
| 9                                         | 11 juin 2018                              | Stade Roi Baudouin, Bruxelles, Belgique                 | Costa Rica                                | V 4 - 1                                   | Match amical                              | AS Monaco                                 | Entre en jeu à la place de Kevin De Bruyne à la 71e minute de jeu.       |
| 10                                        | 23 juin 2018                              | Otkrytie Arena, Moscou, Russie                          | Tunisie                                   | V 5 - 2                                   | Coupe du monde 2018                       | AS Monaco                                 | Entre en jeu à la place de Dries Mertens à la 86e minute de jeu.         |
| 11                                        | 28 juin 2018                              | Arena Baltika, Kaliningrad, Russie                      | Angleterre                                | V 1 - 0                                   | Coupe du monde 2018                       | AS Monaco                                 | Titulaire, écope d'un carton jaune à la 19e minute de jeu.               |
| 12                                        | 6 juillet 2018                            | Kazan Arena, Kazan, Russie                              | Brésil                                    | V 2 - 1                                   | Coupe du monde 2018                       | AS Monaco                                 | Entre en jeu à la place de Romelu Lukaku à la 87e minute de jeu.         |
| 13                                        | 14 juillet 2018                           | Zenit Arena, Saint-Pétersbourg, Russie                  | Angleterre                                | V 2 - 0                                   | Coupe du monde 2018                       | AS Monaco                                 | Titulaire, remplacé par Mousa Dembélé à la 78e minute de jeu.            |
| 14                                        | 7 septembre 2018                          | Hampden Park, Glasgow, Écosse                           | Écosse                                    | V 4 - 0                                   | Match amical                              | AS Monaco                                 | Titulaire.                                                               |
| 15                                        | 11 septembre 2018                         | Laugardalsvöllur, Reykjavik, Islande                    | Islande                                   | V 3 - 0                                   | Ligue des nations 2018-2019               | AS Monaco                                 | Titulaire, remplacé par Mousa Dembélé à la 80e minute de jeu.            |
| 16                                        | 12 octobre 2018                           | Stade Roi Baudouin, Bruxelles, Belgique                 | Suisse                                    | V 2 - 1                                   | Ligue des nations 2018-2019               | AS Monaco                                 | Titulaire.                                                               |
| 17                                        | 16 octobre 2018                           | Stade Roi Baudouin, Bruxelles, Belgique                 | Pays-Bas                                  | N 1 - 1                                   | Match amical                              | AS Monaco                                 | Titulaire, remplacé par Yannick Carrasco à la 83e minute de jeu.         |
| 18                                        | 15 novembre 2018                          | Stade Roi Baudouin, Laeken, Belgique                    | Islande                                   | V 2 - 0                                   | Ligue des nations 2018-2019               | AS Monaco                                 | Titulaire.                                                               |
| 19                                        | 18 novembre 2018                          | Luzern Arena, Lucerne, Suisse                           | Suisse                                    | D 2 - 5                                   | Ligue des nations 2018-2019               | AS Monaco                                 | Titulaire.                                                               |
| 20                                        | 21 mars 2019                              | Stade Roi Baudouin, Bruxelles, Belgique                 | Russie                                    | V 3 - 1                                   | Éliminatoires de l'Euro 2020              | Leicester City                            | Titulaire et buteur.                                                     |
| 21                                        | 24 mars 2019                              | Stade GSP, Nicosie, Chypre                              | Chypre                                    | V 2 - 0                                   | Éliminatoires de l'Euro 2020              | Leicester City                            | Titulaire.                                                               |
| 22                                        | 8 juin 2019                               | Stade Roi Baudouin, Bruxelles, Belgique                 | Kazakhstan                                | V 3 - 0                                   | Éliminatoires de l'Euro 2020              | Leicester City                            | Entre en jeu à la place de Kevin De Bruyne à la 67e minute de jeu.       |
| 23                                        | 11 juin 2019                              | Stade Roi Baudouin, Bruxelles, Belgique                 | Écosse                                    | V 3 - 0                                   | Éliminatoires de l'Euro 2020              | Leicester City                            | Titulaire, remplacé par Dries Mertens à la 78e minute de jeu.            |
| 24                                        | 6 septembre 2019                          | Stadio Olimpico, Serravalle, Saint-Marin                | Saint-Marin                               | V 4 - 0                                   | Éliminatoires de l'Euro 2020              | Leicester City                            | Titulaire.                                                               |
| 25                                        | 9 septembre 2019                          | Hampden Park, Glasgow, Écosse                           | Écosse                                    | V 4 - 0                                   | Éliminatoires de l'Euro 2020              | Leicester City                            | Titulaire, remplacé par Yari Verschaeren à la 86e minute de jeu.         |
| 26                                        | 10 octobre 2019                           | Stade Roi Baudouin, Bruxelles, Belgique                 | Saint-Marin                               | V 9 - 0                                   | Éliminatoires de l'Euro 2020              | Leicester City                            | Titulaire et buteur.                                                     |
| 27                                        | 16 novembre 2019                          | Gazprom Arena, Saint-Pétersbourg, Russie                | Russie                                    | V 4 - 1                                   | Éliminatoires de l'Euro 2020              | Leicester City                            | Entre en jeu à la place de Dries Mertens à la 52e minute de jeu.         |
| 28                                        | 19 novembre 2019                          | Stade Roi Baudouin, Bruxelles, Belgique                 | Chypre                                    | V 6 - 1                                   | Éliminatoires de l'Euro 2020              | Leicester City                            | Titulaire.                                                               |
| 29                                        | 5 septembre 2020                          | Parken Stadium, Copenhague, Danemark                    | Danemark                                  | V 2 - 0                                   | Ligue des nations 2020-2021               | Leicester City                            | Titulaire, remplacé par Jérémy Doku à la 87e minute de jeu.              |
| 30                                        | 11 octobre 2020                           | Stade de Wembley, Londres, Angleterre                   | Angleterre                                | D 1 - 2                                   | Ligue des nations 2020-2021               | Leicester City                            | Titulaire.                                                               |
| 31                                        | 14 octobre 2020                           | Laugardalsvöllur, Reykjavik, Islande                    | Islande                                   | V 2 - 1                                   | Ligue des nations 2020-2021               | Leicester City                            | Titulaire.                                                               |
| 32                                        | 11 novembre 2020                          | Stade Den Dreef, Louvain, Belgique                      | Suisse                                    | V 2 - 1                                   | Match amical                              | Leicester City                            | Entre en jeu à la place de Leander Dendoncker à la 46e minute de jeu.    |
| 33                                        | 15 novembre 2020                          | Stade Den Dreef, Louvain, Belgique                      | Angleterre                                | V 2 - 0                                   | Ligue des nations 2020-2021               | Leicester City                            | Titulaire et buteur.                                                     |
| 34                                        | 18 novembre 2020                          | Stade Den Dreef, Louvain, Belgique                      | Danemark                                  | V 4 - 2                                   | Ligue des nations 2020-2021               | Leicester City                            | Titulaire et buteur.                                                     |
| 35                                        | 24 mars 2021                              | Stade Den Dreef, Louvain, Belgique                      | Pays de Galles                            | V 3 - 1                                   | Éliminatoires de la Coupe du monde 2022   | Leicester City                            | Titulaire.                                                               |
| 36                                        | 27 mars 2021                              | Sinobo Stadium, Prague, Tchéquie                        | Tchéquie                                  | N 1 - 1                                   | Éliminatoires de la Coupe du monde 2022   | Leicester City                            | Titulaire.                                                               |
| 37                                        | 30 mars 2021                              | Stade Den Dreef, Louvain, Belgique                      | Biélorussie                               | V 8 - 0                                   | Éliminatoires de la Coupe du monde 2022   | Leicester City                            | Entre en jeu à la place de Dennis Praet à la 71e minute de jeu.          |
| 38                                        | 3 juin 2021                               | Stade Roi Baudouin, Bruxelles, Belgique                 | Grèce                                     | N 1 - 1                                   | Match amical                              | Leicester City                            | Entre en jeu à la place de Toby Alderweireld à la 82e minute de jeu.     |
| 39                                        | 6 juin 2021                               | Stade Roi Baudouin, Bruxelles, Belgique                 | Croatie                                   | V 1 - 0                                   | Match amical                              | Leicester City                            | Titulaire.                                                               |
| 40                                        | 12 juin 2021                              | Gazprom Arena, Saint-Pétersbourg, Russie                | Russie                                    | V 3 - 0                                   | Euro 2020                                 | Leicester City                            | Titulaire.                                                               |
| 41                                        | 17 juin 2021                              | Parken Stadium, Copenhague, Danemark                    | Danemark                                  | V 2 - 1                                   | Euro 2020                                 | Leicester City                            | Titulaire.                                                               |
| 42                                        | 27 juin 2021                              | Stade La Cartuja, Séville, Espagne                      | Portugal                                  | V 1 - 0                                   | Euro 2020                                 | Leicester City                            | Titulaire.                                                               |
| 43                                        | 2 juillet 2021                            | Allianz Arena, Munich, Allemagne                        | Italie                                    | D 1 - 2                                   | Euro 2020                                 | Leicester City                            | Titulaire, remplacé par Dries Mertens à la 69e minute de jeu.            |
| 44                                        | 5 septembre 2021                          | Stade Roi Baudouin, Bruxelles, Belgique                 | Tchéquie                                  | V 3 - 0                                   | Éliminatoires de la Coupe du monde 2022   | Leicester City                            | Titulaire, remplacé par Leander Dendoncker à la 81e minute de jeu.       |
| 45                                        | 8 septembre 2021                          | Ak Bars Arena, Kazan, Russie                            | Biélorussie                               | V 1 - 0                                   | Éliminatoires de la Coupe du monde 2022   | Leicester City                            | Titulaire.                                                               |
| 46                                        | 7 octobre 2021                            | Juventus Stadium, Turin, Italie                         | France                                    | D 2 - 3                                   | Ligue des nations 2020-2021               | Leicester City                            | Titulaire, remplacé par Hans Vanaken à la 70e minute de jeu.             |
| 47                                        | 10 octobre 2021                           | Juventus Stadium, Turin, Italie                         | Italie                                    | D 1 - 2                                   | Ligue des nations 2020-2021               | Leicester City                            | Titulaire, remplacé par Kevin De Bruyne à la 59e minute de jeu.          |
| 48                                        | 26 mars 2022                              | Aviva Stadium, Dublin, Irlande                          | République d'Irlande                      | N 2 - 2                                   | Match amical                              | Leicester City                            | Titulaire et capitaine.                                                  |
| 49                                        | 29 mars 2022                              | Lotto Park, Bruxelles, Belgique                         | Burkina Faso                              | V 3 - 0                                   | Match amical                              | Leicester City                            | Titulaire et capitaine.                                                  |
| 50                                        | 8 juin 2022                               | Stade Roi Baudouin, Bruxelles, Belgique                 | Pologne                                   | V 6 - 1                                   | Ligue des nations 2022-2023               | Leicester City                            | Titulaire.                                                               |
| 51                                        | 11 juin 2022                              | Cardiff City Stadium, Cardiff, Pays de Galles           | Pays de Galles                            | N 1 - 1                                   | Ligue des nations 2022-2023               | Leicester City                            | Titulaire et buteur.                                                     |
| 52                                        | 14 juin 2022                              | Stade national, Varsovie, Pologne                       | Pologne                                   | V 1 - 0                                   | Ligue des nations 2022-2023               | Leicester City                            | Titulaire.                                                               |
| 53                                        | 22 septembre 2022                         | Stade Roi Baudouin, Bruxelles, Belgique                 | Pays de Galles                            | V 2 - 1                                   | Ligue des nations 2022-2023               | Leicester City                            | Titulaire, remplacé par Hans Vanaken à la 75e minute de jeu.             |
| 54                                        | 25 septembre 2022                         | Johan Cruyff Arena, Amsterdam, Pays-Bas                 | Pays-Bas                                  | D 0 - 1                                   | Ligue des nations 2022-2023               | Leicester City                            | Entre en jeu à la place de Amadou Onana à la 74e minute de jeu.          |
| 55                                        | 18 novembre 2022                          | Stade international Jaber Al-Ahmad (en), Koweït, Koweït | Égypte                                    | D 1 - 2                                   | Match amical                              | Leicester City                            | Entre en jeu à la place de Hans Vanaken à la 46e minute de jeu.          |
| 56                                        | 23 novembre 2022                          | Stade Ahmed-ben-Ali, Al Rayyan, Qatar                   | Canada                                    | V 1 - 0                                   | Coupe du monde 2022                       | Leicester City                            | Titulaire, remplacé par Amadou Onana à la 46e minute de jeu.             |
| 57                                        | 27 novembre 2022                          | Stade d'Al-Thumama, Doha, Qatar                         | Maroc                                     | D 0 - 2                                   | Coupe du monde 2022                       | Leicester City                            | Entre en jeu à la place de Amadou Onana à la 60e minute de jeu.          |
| 58                                        | 1er décembre 2022                         | Stade Ahmed-ben-Ali, Al Rayyan, Qatar                   | Croatie                                   | N 0 - 0                                   | Coupe du monde 2022                       | Leicester City                            | Entre en jeu à la place de Leander Dendoncker à la 72e minute de jeu.    |
| 59                                        | 17 juin 2023                              | Stade Roi Baudouin, Bruxelles, Belgique                 | Autriche                                  | N 1 - 1                                   | Éliminatoires de l'Euro 2024              | Leicester City                            | Titulaire.                                                               |
| 60                                        | 20 juin 2023                              | A. Le Coq Arena, Tallinn, Estonie                       | Estonie                                   | V 3 - 0                                   | Éliminatoires de l'Euro 2024              | Leicester City                            | Titulaire.                                                               |
| 61                                        | 9 septembre 2023                          | Dalga Arena, Bakou, Azerbaïdjan                         | Azerbaïdjan                               | V 1 - 0                                   | Éliminatoires de l'Euro 2024              | Aston Villa                               | Titulaire, remplacé par Orel Mangala à la 66e minute de jeu.             |
| 62                                        | 13 octobre 2023                           | Stade Ernst-Happel, Vienne, Autriche                    | Autriche                                  | V 3 - 2                                   | Éliminatoires de l'Euro 2024              | Aston Villa                               | Entre en jeu à la place de Orel Mangala à la 64e minute de jeu.          |
| 63                                        | 16 octobre 2023                           | Stade Roi Baudouin, Bruxelles, Belgique                 | Suède                                     | N 1 - 1                                   | Éliminatoires de l'Euro 2024              | Aston Villa                               | Titulaire.                                                               |
| 64                                        | 15 novembre 2023                          | Stade Den Dreef, Louvain, Belgique                      | Serbie                                    | V 1 - 0                                   | Match amical                              | Aston Villa                               | Titulaire.                                                               |
| 65                                        | 19 novembre 2023                          | Stade Roi Baudouin, Bruxelles, Belgique                 | Azerbaïdjan                               | V 5 - 0                                   | Éliminatoires de l'Euro 2024              | Aston Villa                               | Entre en jeu à la place de Aster Vranckx à la 46e minute de jeu.         |
| 66                                        | 23 mars 2024                              | Aviva Stadium, Dublin, Irlande                          | République d'Irlande                      | N 0 - 0                                   | Match amical                              | Aston Villa                               | Titulaire et capitaine.                                                  |
| 67                                        | 26 mars 2024                              | Stade de Wembley, Londres, Angleterre                   | Angleterre                                | N 2 - 2                                   | Match amical                              | Aston Villa                               | Titulaire et buteur, remplacé par Thomas Meunier à la 71e minute de jeu. |
| 68                                        | 17 juin 2024                              | Frankfurt Arena, Francfort, Allemagne                   | Slovaquie                                 | D 0 - 1                                   | Euro 2024                                 | Aston Villa                               | Entre en jeu à la place de Leandro Trossard à la 74e minute de jeu.      |
| 69                                        | 22 juin 2024                              | Stade de Cologne, Cologne, Allemagne                    | Roumanie                                  | V 2 - 0                                   | Euro 2024                                 | Aston Villa                               | Titulaire et buteur, remplacé par Orel Mangala à la 72e minute de jeu.   |
| 70                                        | 26 juin 2024                              | Stuttgart Arena, Stuttgart, Allemagne                   | Ukraine                                   | N 0 - 0                                   | Euro 2024                                 | Aston Villa                               | Titulaire, remplacé par Orel Mangala à la 62e minute de jeu.             |
| 71                                        | 6 septembre 2024                          | Nagyerdei Stadion, Debrecen, Hongrie                    | Israël                                    | V 3 - 1                                   | Ligue des nations 2024-2025               | Aston Villa                               | Titulaire et buteur, remplacé par Arne Engels à la 73e minute de jeu.    |
| 72                                        | 9 septembre 2024                          | Parc Olympique lyonnais, Décines-Charpieu, France       | France                                    | D 0 - 2                                   | Ligue des nations 2024-2025               | Aston Villa                               | Titulaire, remplacé par Orel Mangala à la 60e minute de jeu.             |
| 73                                        | 10 octobre 2024                           | Stade olympique, Rome, Italie                           | Italie                                    | N 2 - 2                                   | Ligue des nations 2024-2025               | Aston Villa                               | Titulaire et capitaine.                                                  |
| 74                                        | 14 octobre 2024                           | Stade Roi Baudouin, Bruxelles, Belgique                 | France                                    | D 1 - 2                                   | Ligue des nations 2024-2025               | Aston Villa                               | Titulaire et capitaine, remplacé par Arne Engels à la 81e minute de jeu. |
| 75                                        | 20 mars 2025                              | Stade Enrique-Roca de Murcie, Murcie, Espagne           | Ukraine                                   | D 1 - 3                                   | Ligue des nations 2024-2025               | Aston Villa                               | Titulaire.                                                               |
| 76                                        | 6 juin 2025                               | Stade national Toše-Proeski, Skopje, Macédoine du Nord  | Macédoine du Nord                         | N 1 - 1                                   | Éliminatoires de la Coupe du monde 2026   | Aston Villa                               | Entre en jeu à la place de Kevin De Bruyne à la 56e minute de jeu.       |
| 77                                        | 9 juin 2025                               | Stade Roi Baudouin, Bruxelles, Belgique                 | Pays de Galles                            | V 4 - 3                                   | Éliminatoires de la Coupe du monde 2026   | Aston Villa                               | Titulaire, capitaine et buteur.                                          |

### Buts internationaux
| Buts internationaux de Youri Tielemans, | Buts internationaux de Youri Tielemans, | Buts internationaux de Youri Tielemans,       | Buts internationaux de Youri Tielemans, | Buts internationaux de Youri Tielemans, | Buts internationaux de Youri Tielemans, | Buts internationaux de Youri Tielemans, | Buts internationaux de Youri Tielemans, | Buts internationaux de Youri Tielemans, | Buts internationaux de Youri Tielemans, |
| #                                       | Date                                    | Lieu                                          | Adversaire                              | Résultat                                | Compétition                             | Détail                                  | Détail                                  | Détail                                  | Cape                                    |
| --------------------------------------- | --------------------------------------- | --------------------------------------------- | --------------------------------------- | --------------------------------------- | --------------------------------------- | --------------------------------------- | --------------------------------------- | --------------------------------------- | --------------------------------------- |
| 1                                       | 21 mars 2019                            | Stade Roi Baudouin, Bruxelles, Belgique       | Russie                                  | V 3 - 1                                 | Éliminatoires de l'Euro 2020            | 14e                                     | du pied droit                           | 1-0                                     | 20e                                     |
| 2                                       | 10 octobre 2019                         | Stade Roi Baudouin, Bruxelles, Belgique       | Saint-Marin                             | V 9 - 0                                 | Éliminatoires de l'Euro 2020            | 45+1e                                   | du pied droit                           | 6-1                                     | 26e                                     |
| 3                                       | 15 novembre 2020                        | Stade Den Dreef, Louvain, Belgique            | Angleterre                              | V 2 - 0                                 | Ligue des nations 2020-2021             | 10e                                     | du pied droit                           | 1-0                                     | 33e                                     |
| 4                                       | 18 novembre 2020                        | Stade Den Dreef, Louvain, Belgique            | Danemark                                | V 4 - 2                                 | Ligue des nations 2020-2021             | 3e                                      | du pied gauche                          | 1-0                                     | 34e                                     |
| 5                                       | 11 juin 2022                            | Cardiff City Stadium, Cardiff, Pays de Galles | Pays de Galles                          | N 1 - 1                                 | Ligue des nations 2022-2023             | 51e                                     | du pied droit                           | 0-1                                     | 51e                                     |
| 6                                       | 26 mars 2024                            | Stade de Wembley, Londres, Angleterre         | Angleterre                              | N 2 - 2                                 | Match amical                            | 11e                                     | du pied gauche                          | 0-1                                     | 67e                                     |
| 7                                       | 26 mars 2024                            | Stade de Wembley, Londres, Angleterre         | Angleterre                              | N 2 - 2                                 | Match amical                            | 36e                                     | de la tête                              | 1-2                                     | 67e                                     |
| 8                                       | 22 juin 2024                            | Stade de Cologne, Cologne, Allemagne          | Roumanie                                | V 2 - 0                                 | Euro 2024                               | 2e                                      | du pied droit                           | 1-0                                     | 69e                                     |
| 9                                       | 6 septembre 2024                        | Nagyerdei Stadion, Debrecen, Hongrie          | Israël                                  | V 3 - 1                                 | Ligue des nations 2024-2025             | 48e                                     | du pied droit                           | 2-1                                     | 71e                                     |
| 10                                      | 9 juin 2025                             | Stade Roi Baudouin, Bruxelles, Belgique       | Pays de Galles                          | V 4 - 3                                 | Éliminatoires de la Coupe du monde 2026 | 19e                                     | du pied droit                           | 2-0                                     | 77e                                     |

## Palmarès

### En club
| RSC Anderlecht (4) | AS Monaco | Leicester City (2)                                                                          |
| --- | --- | ------------------------------------------------------------------------------------------- |
| - Championnat de Belgique (2) : - Champion : 2014 et 2017. - Vice-champion : 2016. - Coupe de Belgique : - Finaliste : 2015. - Supercoupe de Belgique (2) : - Vainqueur : 2013 et 2014. | - Championnat de France : - Vice-champion : 2018. - Trophée des champions : - Finaliste : 2017 et 2018. - Coupe de la Ligue : - Finaliste : 2018. | - Coupe d'Angleterre (1) : - Vainqueur : 2021. - Community Shield (1) : - Vainqueur : 2021. |

### En sélections nationales
| Belgique                                                                         |
| -------------------------------------------------------------------------------- |
| - Coupe du monde : - Troisième : 2018. - Ligue des nations : - Quatrième : 2021. |

### Distinctions personnelles
Il est élu Jeune Pro de l'année et Espoir de l'année à deux reprises en 2014 et 2015.
Il remporte également le Soulier d'ébène belge et le Footballeur pro de l'année en 2017.